# Laminina

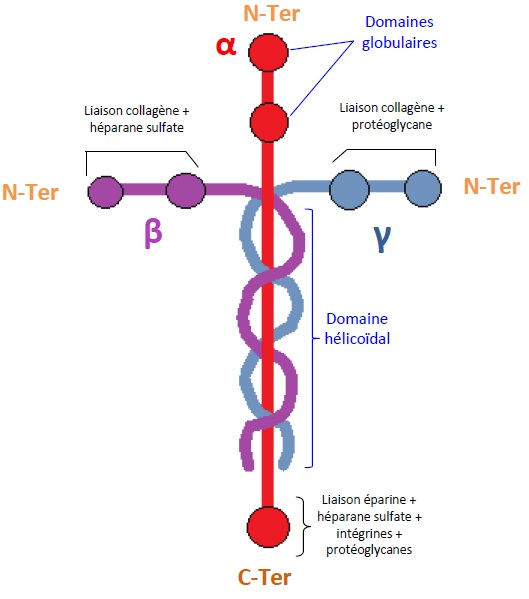
Struktura lamininy

Laminina (łac. laminin) – białko należące do glikoprotein o masie cząsteczkowej ok. 850 kDa, stanowiące główny składnik błony podstawnej. Jej lokalizacja w luźnej warstwie błony podstawnej wskazuje, że laminina odgrywa istotną rolę w oddziaływaniu komórek nabłonka i śródbłonka z innymi składnikami tej błony. Stanowi główny składnik substancji międzykomórkowej – blaszki jasnej w błonie podstawnej. Pełni ważną rolę w oddziaływaniach komórek nabłonka i śródbłonka z innymi składnikami błony podstawnej oraz w ukierunkowaniu ruchu komórek. Laminina zbudowana jest z trzech dużych podjednostek (heterotrimer): A (400–440 kDa), B1 (215–230 kDa) i B2 (205 kDa), spiętych mostkami disiarczkowymi w strukturę o kształcie krzyża łacińskiego. Cząsteczki lamininy mogą oddziaływać z białkami macierzy zewnątrzkomórkowej, takimi jak kolageny, siarczan heparanu, fibronektyna, proteoglikany i entaktyna, uczestnicząc w tworzeniu właściwej struktury błon podstawnych i stabilnych połączeń umożliwiających przyczepianie się komórek do tych błon.
W przypadkach osłabionej ekspresji lamininy zachodzi np. rzadka choroba wrodzona - pęcherzowe oddzielanie się naskórka.